# Арабски кълвач
Dendrocopos dorae е вид птица от семейство Picidae. Видът е световно застрашен, със статут Уязвим.

## Разпространение
Видът е разпространен в Йемен и Саудитска Арабия.